# I Decide
I Decide, es el tercer EP de la banda de chicos surcoreana, iKON. Fue el primer lanzamiento musical de la boyband desde la salida de B.I el 12 de junio de 2019. El EP fue publicado bajo YG Entertainment el 6 de febrero de 2020. El mini álbum incluye un total de cinco canciones, incluyendo el sencillo principal "Dive". 

## Antecedentes y lanzamiento
El 20 de enero de 2020, YG Entertainment anunció el regreso musical de iKON para el 6 de febrero de ese año con un video titulado "i DECIDE" como un adelanto conceptual del EP.   Dos días después del anuncio del regreso musical, un video titulado "Definición de 'i DECIDE'" fue lanzado a través del canal oficial de la banda en YouTube . 
El póster principal fue lanzado el 29 de enero.  Al día siguiente YG anunció el nombre de la canción principal del álbum con un póster: "Dive".  El 31 de enero se lanzó un teaser conceptual de la canción principal a través del canal de YouTube de iKON. Al día siguiente, se publicó la lista de canciones del miniálbum con el nombre de las cinco canciones y sus respectivos créditos.  El 1 de febrero se publicaron imágenes teaser individuales de los miembros de iKON con pistas de la  letra de "Dive" en dos versiones: Red y Black.   El 2 de febrero, la banda lanzó un primer teaser del video musical de "Dive".  Al día siguiente, iKON lanzó un sampler de su álbum, así como un 'MOOD CLIP' del video musical de la canción principal.  El segundo tráiler de "Dive" fue subido el 4 de febrero a su canal de YouTube. 
El EP fue lanzado finalmente el 6 de febrero en su formato CD y digital.  El vídeo musical de la canción principal "Dive" fue lanzado al mismo tiempo en su canal oficial de YouTube. 

## Composición
Entre las cinco canciones que fueron parte del miniálbum, cuatro de ellas fueron escritas y compuestas por el exmiembro B.I, incluida la canción principal "Dive". 
El miembro BOBBY participó en la escritura de las letras de las canciones 'Ah Yeah', 'All The World' y la última canción del álbum "Flower" en conjunto con DK, que también participó en la composición de esta. 

## Rendimiento comercial
i DECIDE debutó en tercera posición en Gaon Album Chart en Corea del Sur, vendiendo 55,254 copias.  Mientras que en Japón el miniálbum debutó en el número 15 en el Oricon Albums Chart, vendiendo aproximadamente 1,000 copias digitales y 3,306 copias físicas en el país.    El miniálbum también debutó en el número 5 en los álbumes descargados y en el número 16 en los álbumes populares de Billboard Japón.  

## Lista de canciones
Lista de canciones y créditos según el 'TRACKLIST POSTER' publicado por YG . 

| N.º   | Título          | Letras                  | Música                   | Arreglos             | Duración |  |
| 1.    | «Ah Yeah»       | B.I y BOBBY             | [B.I]] y MILLENNIUM      | MILLENNIUM           | 3:08     |  |
| 2.    | «Dive»          | B.I                     | B.I, Diggy y Kang Uk-jin | Diggy y Kang Uk-jin  | 3:11     |  |
| 3.    | «All the World» | B.I, DUSTYY HAN y BOBBY | B.I, Diggy y Kang Uk-jin | Diggy y Kang Uk-jin  | 3:21     |  |
| 4.    | «Holding On»    | B.I                     | B.I, Diggy y Kang Uk-jin | Diggy y Kang Uk-jinl | 3:02     |  |
| 5.    | «Flower»        | DK y BOBBY              | DK, HRDR e iHwak         | HRDR                 | 4:20     |  |
| 17:02 |                 |                         |                          |                      |          |  |

## Listas Musicales
| Gráfico (2020)                                    | Posición más alta |
| ------------------------------------------------- | ----------------- |
| Álbumes de Corea del Sur (Gaon)                   | 3                 |
| Álbumes japoneses (Oricon)                        | 15                |
| Álbumes de Japón para descargar (Billboard Japan) | 5                 |
| Álbumes populares de Japón (Billboard Japan)      | 16                |

## Historial de versiones
| País   | Fecha                | Agencia | Formato              | Ref.   |
| ------ | -------------------- | ------- | -------------------- | ------ |
| Varios | 6 de febrero de 2020 | YG      | Descarga digital, CD | [ 27 ] |